# Manuel Agustín Heredia
Manuel Agustín Heredia Martínez (Rabanera de Cameros, La Rioja, 4 de mayo de 1786 - Málaga, 14 de agosto de 1846) fue un empresario, industrial y comerciante español, pionero e impulsor de la Revolución industrial en España.

## Biografía
Originario de Rabanera de Cameros, se trasladó a Málaga a la edad de quince años, donde trabajó como dependiente de comercio en Vélez-Málaga.
Sus primeros proyectos empresariales comenzaron en 1808 durante la Guerra de Independencia en Gibraltar, relacionados con el comercio de los frutos secos, vino y el mineral de grafito de Benahavís. En 1813 se casó con doña Isabel Livermore Salas, cuñada del marqués de Salamanca y del político Serafín Estébanez Calderón e hijas todas ellas de un comerciante inglés afincado en Málaga, don Tomás Livermore Page. Este hecho marcó su definitivo vínculo con la burguesía malagueña, con la que se asoció para sus proyectos industriales.
En 1826 creó junto a otros comerciantes la sociedad La Concepción en Marbella, dando lugar a los primeros altos hornos de España, que se emplearon para la producción de hierro colado. Con el transcurso del tiempo Heredia se convirtió en el principal propietario de La Concepción. Con el asesoramiento del ingeniero Francisco Antonio Elorza continuaría con la fundación de la gran Fábrica de La Constancia en 1833 en Málaga para el afino del hierro de La Concepción. Heredia se beneficiaba de las medidas arancelarias de 1826 y 1831 que protegían los bienes producidos por la siderurgia en España. La primera guerra carlista en el norte de España le permite acaparar el mercado. En 1837 participa además en el negocio metalúrgico de la provincia de Almería adquiriendo la fundición de plomo San Andrés de la población costera de Adra. En 1839 se encuentra en Londres para incorporar mejoras técnicas a su ferrería La Constancia, cuando coincide con José Antonio Ybarra, pionero de la siderurgia vasca con sus altos hornos de Vizcaya. Sus intereses comunes y la influencia política y económica de Heredia dieron lugar a una relación de colaboración entre ambos para impulsar la protección hacia sus productos mediante aranceles, que continuó durante el despegue de la industria del ferrocarril. Hacia 1840, Manuel Agustín Heredia es ya el mayor empresario de España y el primer industrial ferretero, sus complejos siderúrgicos emplean a unas dos mil quinientas personas, entre ellos los trabajadores de etnia gitana. Por otra parte, Heredia participó en diversos sectores industriales a lo largo de su vida.  Aparte de la actividad siderúrgica, fue propietario de dos fábricas de jabón y de una flota de 18 buques mercantes que comerciaban con América. En 1840, ligada al negocio del flete marítimo, impulsó la Sociedad de Seguros Marítimos Unión Malagueña. En 1843 la moderna Fábrica San Andrés de Adra, dotada de una máquina de vapor, procesa mena del rico filón Jaroso de Sierra Almagrera y el plomo de Berja, en la Sierra de Gádor. 

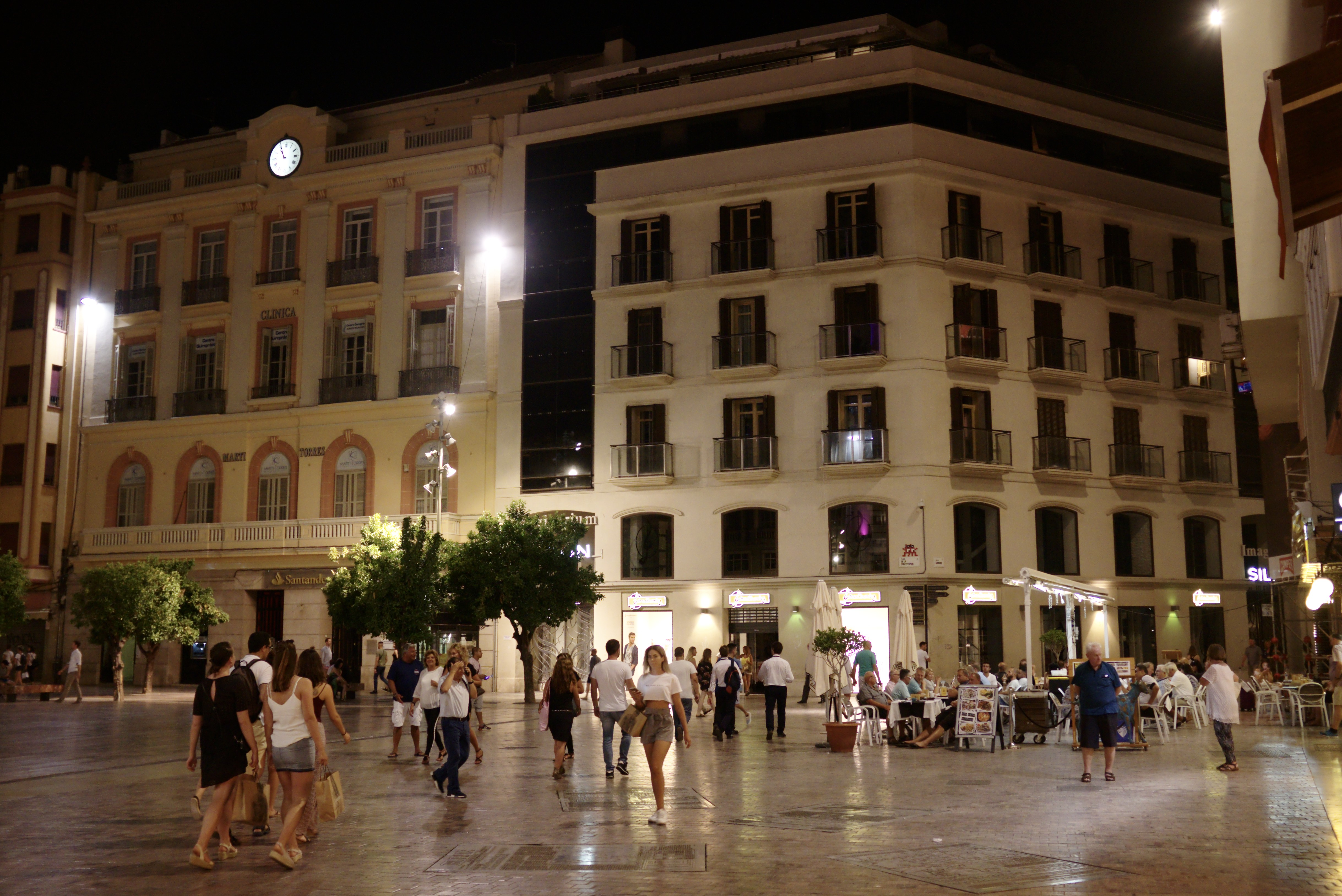
Pasaje Heredia (1837) en la Plaza de la Constitución de Málaga Primer pasaje comercial de España. Aspecto tras su remodelación en 2011.

En 1843, durante la regencia de Espartero, fue nombrado senador por la provincia de Málaga. Ocuparía ese cargo hasta 1845, momento en que es nombrado senador vitalicio. Participó asimismo y en la fundación en 1844 del Banco de Isabel II junto a otros hombres de negocios como el marqués de Salamanca, Gaspar Remisa, Manuel Gaviria, José Buschental, Nazario Carriquiri y Pablo Collado. Su proyecto inicial de 1844 para fundar el Banco de Málaga junto a Jorge Loring James y Martín Larios tuvo que retrasarse por carecer de los apoyos del gobierno. La importancia de la siderurgia malagueña, liderada por las fábricas de Heredia, es tal que se estima que en 1844 el 72% de toda la fundición española se elaboraba en la provincia de Málaga. En 1845 impulsó junto a Martín Larios como máximos accionistas, una línea de vapores para unir Cádiz con Marsella. Sus actividades culturales incluyeron la fundación y presidencia del Círculo Malagueño y la crianza de caballos de carreras. Heredia falleció antes de la inauguración en 1847 de la fábrica de hilados La Industria Malagueña, en las inmediaciones de la Fábrica La Constancia. Se trataba de un negocio igualmente pionero para el hilado de tejidos de algodón, lino y cáñamo participado por Pablo y Martín Larios. La Industria Malagueña se convertiría en la segunda fábrica textil algodonera de España.
Existe la creencia de que muchos gitanos españoles llevan el apellido Heredia debido a que el industrial prestó su apellido como medio de asentamiento y socialización, si bien existen registros de gitanos en Málaga apellidados Heredia ya en el siglo XVI, es decir, tres siglos antes.

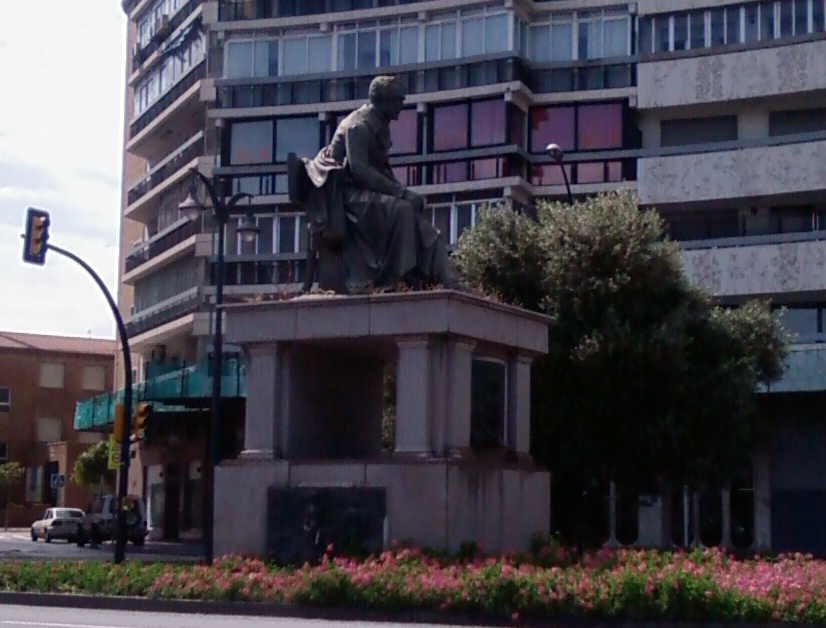
Escultura de Manuel Agustín Heredia en el Muelle Heredia de Málaga (1850), originalmente situada en la Fábrica de La Constancia.

En el momento de su muerte era una de las mayores fortunas de España, y sus negocios continuaron de manos de sus herederos, principalmente de Tomás Heredia Livermore y el que sería su yerno Jorge Loring. El inventario de sus propiedades, efectuado por sus cuñados Miguel Bryan y José de la Cámara en el año 1847 incluían instalaciones industriales y auxiliares, todo tipo de participaciones y acciones en negocios en funcionamiento, fincas rústicas y urbanas, créditos comerciales en Europa y América y una flota mercante. La situación de pujanza económica de las ferrerías de Heredia se mantendría durante dos décadas, hasta la hegemonía del hierro asturiano de La Felguera a partir de 1860, que desbancaría también a las ferrerías del País Vasco. El motivo de la decadencia de la siderurgia malagueña se encontraba en la imposibilidad de competir en costes con la siderurgia asturiana que producía arrabio con coque y no con carbón vegetal.
Sus restos descansan en el panteón familiar del Cementerio de San Miguel de Málaga, cuyo sepulcro fue realizado por el escultor italiano Lorenzo Bartolini. Su estatua en la capital malagueña se encuentra en la avenida de Manuel Agustín Heredia.